# Pino del Oro (kommun i Spanien)
Pino del Oro är en kommun i Spanien.   Den ligger i provinsen Provincia de Zamora och regionen Kastilien och Leon, i den nordvästra delen av landet, 240 km nordväst om huvudstaden Madrid. Antalet invånare är 189. Arean är 29,6 kvadratkilometer.
Terrängen i Pino del Oro är huvudsakligen platt, men söderut är den kuperad.